# 久保裕也 (足球運動員)
久保裕也（1993年12月24日—），日本足球運動員，司職前鋒，現效力於美國職業足球大聯盟球隊FC辛辛那提，前日本國家足球隊成員。

## 俱樂部生涯
2009年，久保裕也从山口市立鸿南中学毕业后，与初中同学原川力一同加入京都不死鸟U18梯队，同时进入京都立命馆宇治高中就读。2010年，久保裕也开始随同京都不死鸟一线队训练。
2011年，久保裕也以高中球员的身份注册至京都不死鸟一线队。4月17日，在京都不死鸟对阵磐田喜悦的训练赛中，久保裕也完成帽子戏法，帮助京都不死鸟以6：2的比分战胜磐田喜悦。4月21日，在日乙联赛第8轮京都不死鸟主场对阵冈山绿雉的比赛中，久保裕也首发出场并打入一球，在完成职业生涯首秀的同时也打入了个人职业生涯的第一粒进球，帮助京都不死鸟以2：1的比分战胜冈山绿雉。6月21日，在日乙联赛第16轮京都不死鸟主场对阵大分三神的比赛中，久保裕也打入2粒进球，帮助京都不死鸟以2：0的比分战胜大分三神。9月18日，在日乙联赛第28轮京都不死鸟主场对阵群马草津温泉的比赛中，久保裕也再一次打入2粒进球，帮助京都不死鸟以3：1的比分战胜群马草津温泉。
2012年1月1日，在天皇杯决赛京都不死鸟对阵FC东京的比赛中，久保裕也在比赛第54分钟替补登场并在比赛第71分钟打入一球，但最终京都不死鸟以2：4的比分不敌FC东京，无缘天皇杯冠军。
2012年，久保裕也正式升入京都不死鸟一线队。2月16日，在京都不死鸟对阵磐田喜悦的训练赛中，久保裕也再次完成帽子戏法，帮助京都不死鸟以3：1的比分战胜磐田喜悦。
2013年6月9日，在日乙联赛第18轮京都不死鸟客场对阵熊本深红的比赛中，久保裕也完成职业生涯的第一个帽子戏法，帮助京都不死鸟以3：1战胜熊本深红。6月29日，在日乙联赛第21轮京都不死鸟对阵栃木SC的比赛中，久保裕也迎来了自己旅欧前的最后一战，最终京都不死鸟2：2战平栃木SC。
2013年7月1日，久保裕也由京都不死鸟转会至瑞士足球超级联赛球會伯尔尼年轻人体育俱乐部，转会金额为45万英镑。7月13日，在瑞士超联赛第1轮伯尔尼年轻人主场对阵錫永的比赛中，久保裕也在比赛第74分钟替补登场，完成在欧洲联赛的首秀，最终伯尔尼年轻人以2：0的比分战胜锡永。7月28日，在瑞士超联赛第3轮伯尔尼年轻人主场对阵图恩的比赛中，久保裕也打入2粒进球并贡献1次助攻，打入旅欧后的首粒进球，最终帮助伯尔尼年轻人以3：2的比分战胜图恩。
2014年2月23日，在瑞士超联赛第22轮伯尔尼年轻人客场对阵卢塞恩的比赛中，久保裕也再一次打入2粒进球，帮助伯尔尼年轻人以2：1的比分战胜卢塞恩。
2014年11月27日，在欧联小组赛I组第5轮伯尔尼年轻人客场对阵斯洛伐克球队布拉迪斯拉发的比赛中，久保裕也打入2粒进球，帮助伯尔尼年轻人以3：1的比分战胜布拉迪斯拉发。
2016年4月20日，在瑞士超联赛第29轮伯尔尼年轻人客场对阵卢塞恩的比赛中，久保裕也打入2粒进球，帮助伯尔尼年轻人以3：2的比分战胜卢塞恩。
2016年8月3日，在欧冠附加赛第三轮伯尔尼年轻人对阵乌克兰球队顿涅茨克矿工的比赛中，久保裕也打入2粒进球，帮助伯尔尼年轻人最终以总比分2：2、点球大战6：2的比分战胜顿涅茨克矿工。9月18日，在瑞士杯第二轮伯尔尼年轻人客场对阵巴黑德的比赛中，久保裕也完成帽子戏法，帮助伯尔尼年轻人以7：1的比分战胜巴黑德。
2017年1月25日，久保裕也由伯尔尼年轻人转会至比甲球队根特，转会金额为315万英镑。1月29日，在比甲联赛第24轮根特主场对阵布鲁日的比赛中，久保裕也首发登场并打入1粒进球，在完成比甲联赛首秀的同时也打入了个人在比甲联赛的处子球，帮助根特以2：0的比分战胜布鲁日。
德甲纽伦堡在本周以大约50万欧元的费用租借他一个赛季，同时纽伦堡有权在本赛季结束后将其买断。
纽伦堡本轮1-1战平沙尔克04，纽伦堡的久保裕也打入了个人首粒德甲进球。
租借纽伦堡回归的久保裕也在欧联附加赛第二轮首回合中梅开二度，根特6-3大胜罗马尼亚杯冠军康斯坦察未来。
美国足球大联盟FC辛辛那提9日宣布，该俱乐部已与日本球员久保裕也签约。
美国大联盟复赛后新赛制E组第三轮，辛辛那提2-0纽约红牛，久保裕也打进赛季第2球，晋级1/8决赛。

## 國家隊生涯
2016年1月31日，在U23亞洲盃决赛日本23歲以下足球代表队对阵韩國23歲以下國家足球队的比赛中，久保裕也首发出场并打满全场比赛，帮助日本U-23国家队以3：2的比分战胜南韓U-23国家队，赢得了该届U23亞洲盃的冠军。
2016年11月11日，在日本对阵阿曼的友谊赛中，久保裕也在比赛第71分钟替补登场，完成了自己的国家队首秀，最终日本国家队4：0战胜阿曼队。
2017年3月24日，在世界杯外圍赛十二强赛B组日本客场对阵阿聯酋的比赛中，久保裕也在比赛第13分钟禁区内小角度破门得分，并在比赛第51分钟助攻今野泰幸破门，最终帮助日本客场以2：0的比分战胜阿联酋。
2017年3月28日，在世界杯亚洲区外圍赛十二强赛B组日本主场对阵泰國的比赛中，久保裕也在比赛第20分钟助攻冈崎慎司破门，并于比赛第56分钟在禁区外远射得分，最终帮助日本以4：0的比分战胜泰国。

## 人物
久保裕也的父亲擅长柔道、剑道和空手道，久保裕也的母亲为合气道运动员。
2017年5月，久保裕也被专业足球媒体《442》评选为2017年度亚洲50大球星。

## 外部連結
- 久保裕也 – FIFA國際賽競賽紀錄 (存檔) （英文）
- 久保裕也－UEFA國際賽競賽紀錄 （英文）
- 足球数据库：久保裕也的球员统计数据 （英文）
- 久保裕也的X（前Twitter）
- Brazil 2014 Stars to Watch: Yuya Kubo （页面存档备份，存于） FIFA TV (※動画 YouTube)
- 久保裕也 オフィシャルウェブサイト （页面存档备份，存于）